# Mokotów (singel)
Mokotów – singel promujący jedyny album DVD grupy Strachy na Lachy pt. Przejście (2012) oraz studyjną płytę grupy pt. !TO! (2013). Premiera radiowa (prapremiera) odbyła się 7 września 2012 na antenie radia Eska Rock podczas Listy Przebojów NRD. Oficjalna premiera przygotowana przez firmę wydawniczą S.P. Records - 10 września 2012.

## Notowania
| Lista                              | Pozycja |
| ---------------------------------- | ------- |
| Lista Przebojów Programu Trzeciego | 13      |
| Lista Przebojów Radia Merkury      | 5       |
| Lista Przebojów UWUEMKA            | 7       |
| Szczecińska Lista Przebojów        | 9       |
| Polish National Top                | 7       |

## Teledysk
Powstały dwie wersje klipów - koncertowa i reżyserska. Pierwsza został opublikowana dnia 24 września 2012. To zapis występu w łódzkiej Wytwórni. Z kolei wideoklip stylizowany na retro miał swoją premierę 10 października 2012 r. w serwisie YouTube. Został zrealizowany przez zespół twórców Guzik Owcy (Radek Wysocki, Piotr "Pitold" Maciejewski).